# Малу-Рошу (Яломіца)
Малу-Рошу (рум. Malu Roșu) — село у повіті Яломіца в Румунії. Входить до складу комуни Армешешть.
Село розташоване на відстані 53 км на північний схід від Бухареста, 66 км на захід від Слобозії, 134 км на південний захід від Галаца, 123 км на південний схід від Брашова.

## Населення
За даними перепису населення 2002 року у селі проживали 1709 осіб, усі — румуни. Усі жителі села рідною мовою назвали румунську.